# إرنست فوجت
إرنست فوجت (بالألمانية: Ernst Vogt)‏ هو عالم لغوي كلاسيكي وأستاذ جامعي ألماني، ولد في 6 نوفمبر 1930 في دويسبورغ في ألمانيا، وتوفي في 9 أغسطس 2017.